# In My Life (альбом Мэриэн Макпартлэнд)
In My Life — студийный альбом британо-американской джазовой пианистки Мэриэн Макпартлэнд, выпущенный в 1993 году на лейбле Concord Jazz

## Отзывы критиков
| Оценки критиков                            | Оценки критиков |
| Источник                                   | Оценка          |
| ------------------------------------------ | --------------- |
| AllMusic                                   | [ 2 ]           |
| The Encyclopedia of Popular Music          | [ 3 ]           |
| MusicHound Jazz: The Essential Album Guide | [ 4 ]           |
| The Penguin Guide to Jazz                  | [ 5 ]           |
| The Rolling Stone Jazz & Blues Album Guide | [ 6 ]           |

В рецензии AllMusic Скотт Яноу отметил, что Макпартлэнд демонстрирует свою многогранность в этом вдумчивом и глубоком альбоме, и, несмотря на разнообразный репертуар, проявляет свой гибкий стиль, и в каждой песне чувствуется её индивидуальность.

## Список композиций
1. «Grooveyard» (Карл Перкинс) — 4:10
2. «In My Life» (Джон Леннон, Пол Маккартни) — 4:28
3. «In the Days of Our Love» (Пегги Ли, Мэриан Макпартленд) — 3:47
4. «Red Planet» (Джон Колтрейн) — 5:57
5. «What’s New?» (Джонни Бёрк, Боб Хаггарт) — 5:01
6. «Gone with the Wind» (Герберт Мэджидсон, Элли Врубель) — 5:20
7. «Close Your Eyes» (Бернис Петкер) — 3:46
8. «For Dizzy» (Мэриэн Макпартлэнд, Джордж Янг) — 2:25
9. «Moon and Sand» (Уильям Энгвик, Морти Палиц, Алек Уайлдер) — 5:27
10. «Naima» (Джон Колтрейн) — 8:23
11. «Velas» (Иван Линс, Виктор Мартинс) — 5:23
12. «Ramblin’» (Орнетт Коулман) — 4:08
13. «Singin’ the Blues (Till My Daddy Comes Home)» (Кон Конрад, Сэм М. Льюис, Дж. Рассел Робинсон, Джо Янг) — 3:39

## Участники записи
- Мэриэн Макпартлэнд — фортепиано
- Крис Поттер — саксофон-альт, саксофон-тенор
- Гэри Маццароппи — бас
- Гленн Дэвис — ударные
- А. Т. Майкл Макдональд — звукорежиссёр
- Питер Бекерман — помощник звукорежиссёра
- Элизабет Белл — координация производства
- Фил Эдвардс — сведение
- Джордж Хорн — мастеринг
- Карл Джефферсон — продюсер

Все данные взяты из примечаний к альбому.